# Istanbul Atatürk Lufthavn
Istanbul Atatürk Lufthavn (IATA: ISL, ICAO: LTBA), er en international lufthavn i Tyrkiet. Den er beliggende i forstaden Yeşilköy på den europæiske del, 24 km vest for centrum af Istanbul. I 2011 ekspederede den 37.452.187 passagerer, hvilket gør den til landets absolut største og i 2010 til den 16 travleste lufthavn i verden. Den er hovedhub for Turkish Airlines. Lufthavnen blev indviet i 1924.
I 1980 blev lufthavnen omdøbt til det nuværende, Uluslararası Havalimanı (Webside ikke længere tilgængelig) (Atatürk International Airport) for at hædre Mustafa Kemal Atatürk.
Den 28. juni 2016 fandt der en terroraktion sted i Istanbul Atatürk Lufthavn, hvor mindst 41 mennesker blev dræbt og 230 mennesker blev såret.